# San Pedro Benito Juárez
San Pedro Benito Juárez es una localidad del estado mexicano de Puebla, forma parte del municipio de Atlixco y se encuentra en las faldas del volcán Popocatépetl.

## Localización y demografía
San Pedro Benito Juárez se encuentra localizado en el sector occidental del estado de Puebla y del municipio de Atlixco, en las coordenadas geográficas 18°56′50″N 98°33′05″O / 18.94722, -98.55139 y a una altitud de 2 332 metros sobre el nivel del mar, se localiza en las faldas de la Sierra Nevada, en particular del volcán Popocatépetl, de cuyo cráter la separa una distancia aproximada de 11.4 kilómetros siendo la comunidad más cercana al mismo, seguida de Santiago Xalitzintla, siendo por ello la comunidad con mayor riesgo en caso de una erupción volcánica.
Su principal vía de comunicación es una carretera asfaltada de dos carriles que la una a la cabecera municipal, la ciudad de Atlixco, y que constituye la ruta de evacuación en caso de erupción volcánica; en Atlixco dicha carretera se une a la Carretera Federal 190, una autopista de cuatro carriles con dirección norte hacia la ciudad de Puebla de Zaragoza y sur hacia Izúcar de Matamoros.
De acuerdo al Censo de Población y Vivienda realizado en 2010 por el Instituto Nacional de Estadística y Geografía, San Pedro Benito Juárez tiene un total de 3 153 habitantes de los que 1 414 son hombres y 1 739 son mujeres.

## Historia
Esta población tuvo originalmente el nombre de San Pedro Coaco, sin embargo, hacia finales de la década de 1930 fue modificado a quedar únicamente en Benito Juárez, nombre que nunca adquirió total arraigo por lo que hacia 1950 fue modificado a quedar en el actual San Pedro Benito Juárez.

## Festividades
Este pueblo celebra su santo patrón San Pedro y lo hace el 29 de junio como día mayor, sin embargo, las fiestas comienzan desde una semana antes y sus juegos mecánicos son activados y sus bailes son hechos un domingo o sábado anterior. 
Su principal representación son sus lucha contra moras y güizos, los cuales hacen un baile narrado por la mayorca. Durante el combate los güizo y moras se visten con pañuelos floreados y capas brillosas principalmente de colores brillosos y máscaras. Se enfrentan con machetes reales formados en una línea.